# Список померлих 2013 року
Це список значимих людей, що померли 2013 року, упорядкований за датою смерті. Під кожною датою перелік в алфавітному порядку за прізвищем або псевдонімом.
Смерті значимих тварин та інших біологічних форм життя також зазначаються тут.
Типовий запис містить інформацію в такій послідовності:
- Ім'я, вік, країна громадянства і рід занять (причина значимості), встановлена причина смерті і посилання.

Інструменти пошуку в новинах: google [Архівовано 31 грудня 2021 у Wayback Machine.], meta [Архівовано 11 вересня 2015 у Wayback Machine.], yandex.

## Грудень
- Див. Померли у грудні 2013

## Листопад
- Див. Померли у листопаді 2013

## Жовтень
- Див. Померли у жовтні 2013

## Вересень
- Див. Померли у вересні 2013

## Серпень
- Див. Померли у серпні 2013

## Липень
- Див. Померли у липні 2013

## Червень
- Див. Померли у червні 2013

## Травень
- Див. Померли у травні 2013

## Квітень
- Див. Померли у квітні 2013

## Березень
- Див. Померли у березні 2013

## Лютий
- Див. Померли у лютому 2013

## Січень
- Див. Померли у січні 2013